# قرار مجلس الأمن التابع للأمم المتحدة رقم 1972
قرار مجلس الأمن التابع للأمم المتحدة رقم 1972، المتخذ بالإجماع في 17 مارس 2011، بعد التذكير بالقرارات السابقة بشأن الوضع في الصومال، ولا سيما القرارات 733 (1992) و1844 (2008) و1916 (2010)، أجاز المجلس تخفيفا لتجميد الأصول المتعلقة بالعمليات الإنسانية في البلاد لمدة 16 شهرًا.

## القرار

### أعمال
وحث المجلس، بموجب الفصل السابع من ميثاق الأمم المتحدة، الدول على الامتثال لقرارات مجلس الأمن السابقة بشأن الصومال. وحث جميع الأطراف على ضمان الامتثال للقانون الإنساني الدولي داخل البلاد، في حين تم إدانة جميع محاولات تسييس عمليات المساعدة الإنسانية.
واستثنى القرار عمل الوكالات الإنسانية العاملة في الصومال من أحكام القرار 1844 الذي ألزم الدول بفرض عقوبات مالية على الجماعات والأفراد الذين عرقلوا جهود إعادة السلام والاستقرار في البلاد، لمدة ستة عشر شهرًا.
أخيرًا، طُلب من منسق الإغاثة في حالات الطوارئ تقديم تقرير بحلول نوفمبر 2011 ويوليو 2012 عن تنفيذ القرار الحالي.